# Marko Yli-Hannuksela
Marko Yli-Hannuksela, född den 21 december 1973 i Ilmola, Finland, är en finländsk brottare som tog OS-silver i welterviktsbrottning i den grekisk-romerska klassen 2004 i Aten och OS-brons i welterviktsbrottning i den grekisk-romerska klassen 2000 i Sydney. . 